# Pechenigi
Pechenigi (en ucraniano: Печеніги, romanizado: Pechenihy) es un pueblo ucraniano perteneciente al óblast de Járkov. Situado en el este del país, es parte del raión de Chujúyiv y centro del municipio (hromada) homónimo.

## Toponimia
El nombre de la ciudad en otros idiomas de importancia local es Pechenegi (en ruso: Печенеги).

## Geografía
Pechenigi se encuentra en la orilla derecha del río Donets, a 23 km de Chujúyiv y 50 km al este de Járkiv. 

## Historia
La capital del kanato túrquico de los pechenegos durante 895-1036 posiblemente estuvo ubicada en la zona. Esta aldea fue colonizada por una población eslava sólo en 1622 y en 1708, se convirtió en el centro de los sotnja pechenegos del regimiento de Izium.
Pechenigi era una aldea en la gobernación de Járkov del Imperio ruso y fue mencionado por primera vez en 1654. El 28 de agosto de 1698 los tártaros atacaron el asentamiento; unas cien personas fueron hechas prisioneras y también se robó ganado. En 1825-1890 el pueblo se llamó Novo-Bíljorod (en ucraniano: Новобілгород; en ruso: Ново-Белгород).
Durante el Holodomor (1932-1933), murieron al menos 298 habitantes del pueblo.
El pueblo obtuvo el estatus de asentamiento de tipo urbano en 1957. Entre 1958 y 1962 se construyó el embalse de Pechenigi cerca del asentamiento para suministrar agua a la ciudad de Járkov, y la presa se ubicó en Pechenigi. 
Hasta el 18 de julio de 2020, Pechenigi fue centro del raión de Pechenigi. El raión se abolió en julio de 2020 como parte de la reforma administrativa de Ucrania, que redujo el número de raiones del óblast de Járkiv a siete. El raión de Pechenigi se fusionó con el raión de Chujúyiv.En 2023, Pechenigi perdió el estatus de asentamiento de tipo urbano debido a la eliminación de este estatus administrativo.
Durante invasión rusa de Ucrania, Pechenigi estuvo bajo control de Fuerzas Armadas rusas hasta el 18 de abril de 2022.

## Demografía
La evolución de la población de Pechenigi entre 1864 y 2022 fue la siguiente:
| 5276                                                          | 14 865 | 7578 | 6979 | 6851 | 5466 | 6039 | 5045 | 5406 | 3008 | 4957 |
| (Fuente: Cities & Towns of Ukraine y UKRAINE: Größere Städte) |        |      |      |      |      |      |      |      |      |      |

## Infraestructura

### Transporte
Pechenigi se encuentra la carretera ue conecta Chujúyiv y Veliki Burluk. La estación de tren más cercana está en Chujúyiv, en la vía férrea que conecta Járkiv y Kúpiansk-Vuzlovi. 

## Personas importantes
- Henryk Siemiradzki (1843-1902): pintor y retratista polaco activo durante las Particiones de Polonia.
- Grigori Petrovski (1878-1958): político soviético ucraniano, jefe de Estado de la URSS entre 1922 y 1938.

## Galería

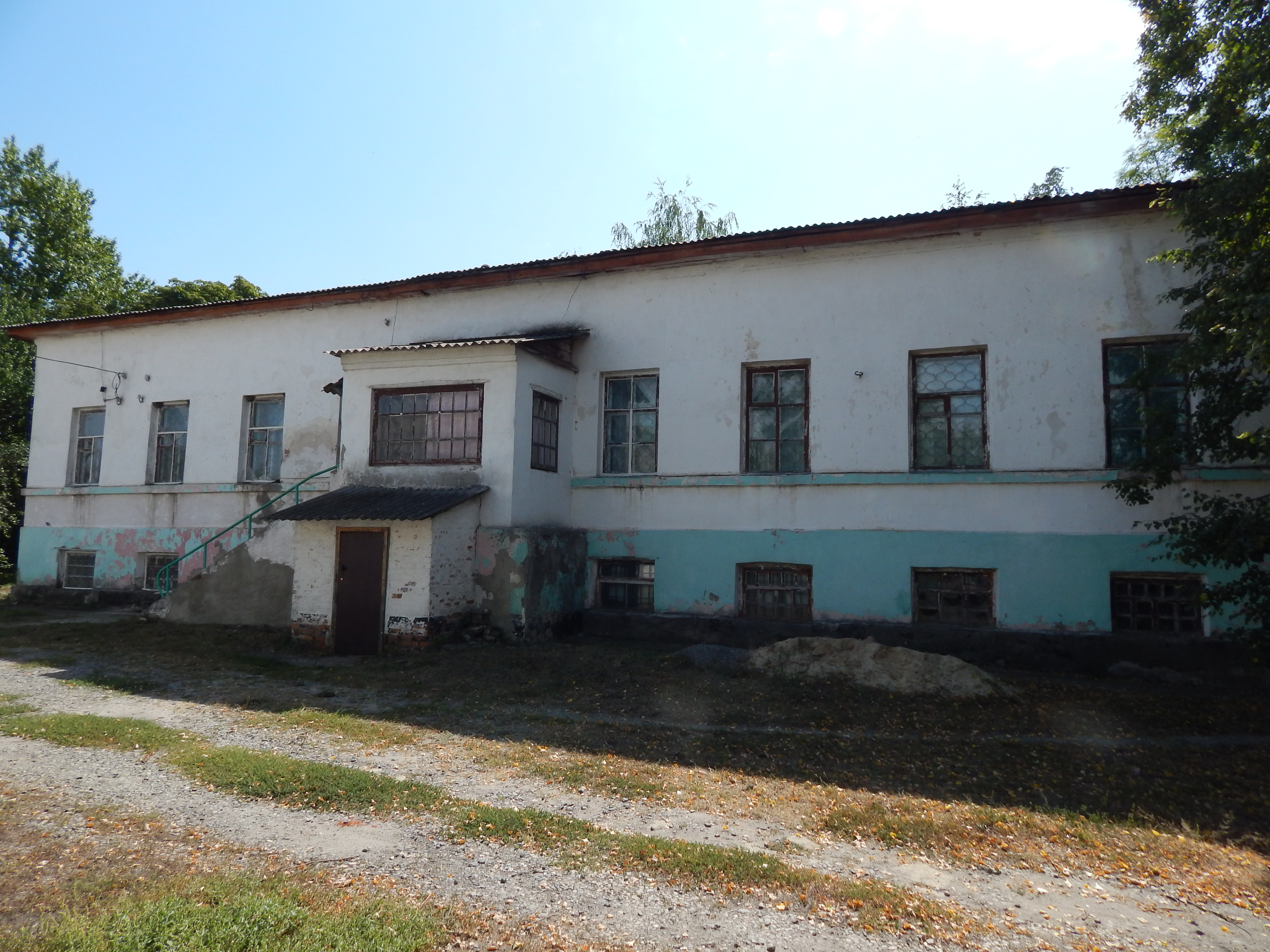
Antigua prisión
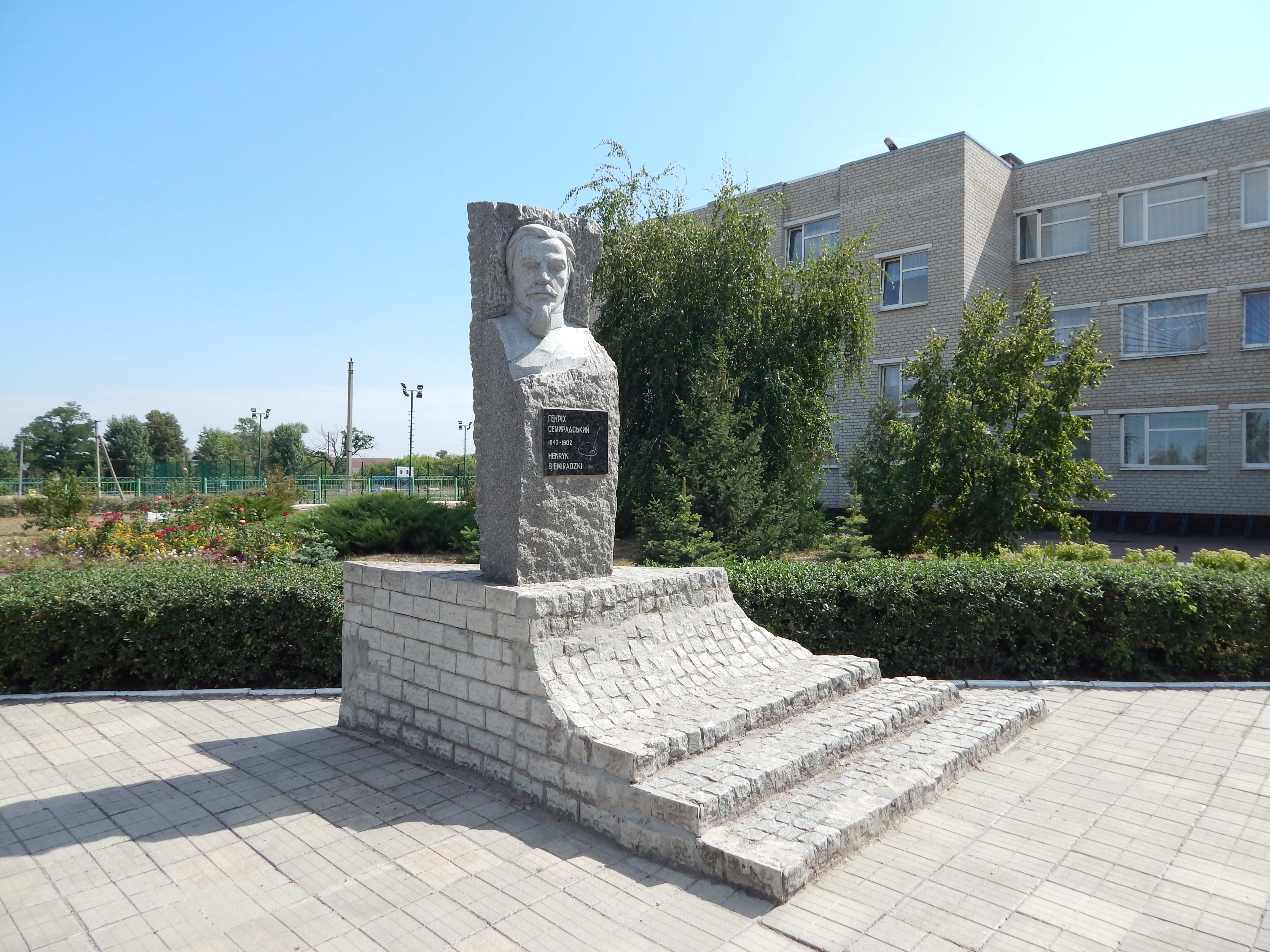
Monumento a Henryk Siemiradzki
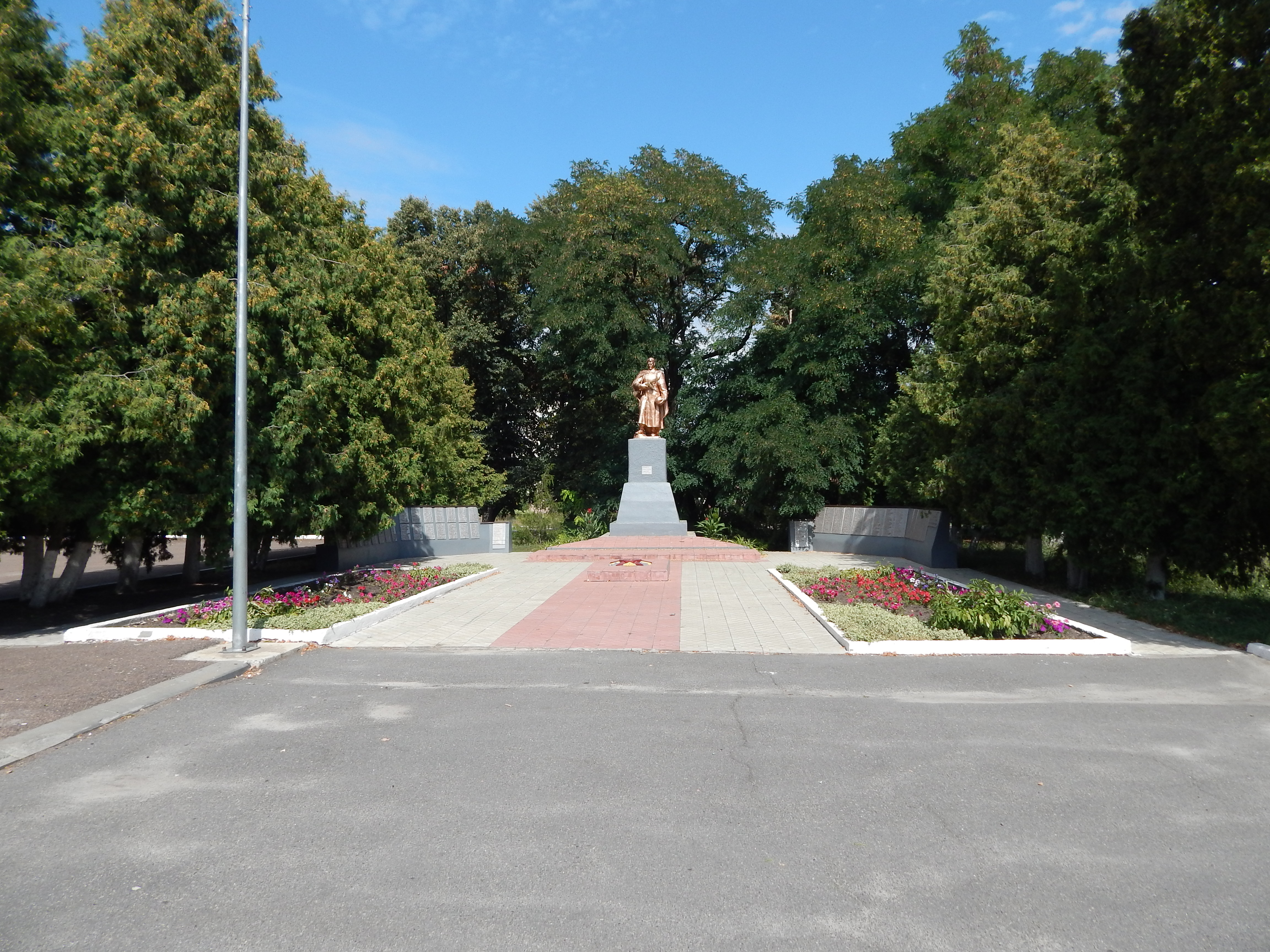
Monumentos soviético de la Segunda Guerra Mundial
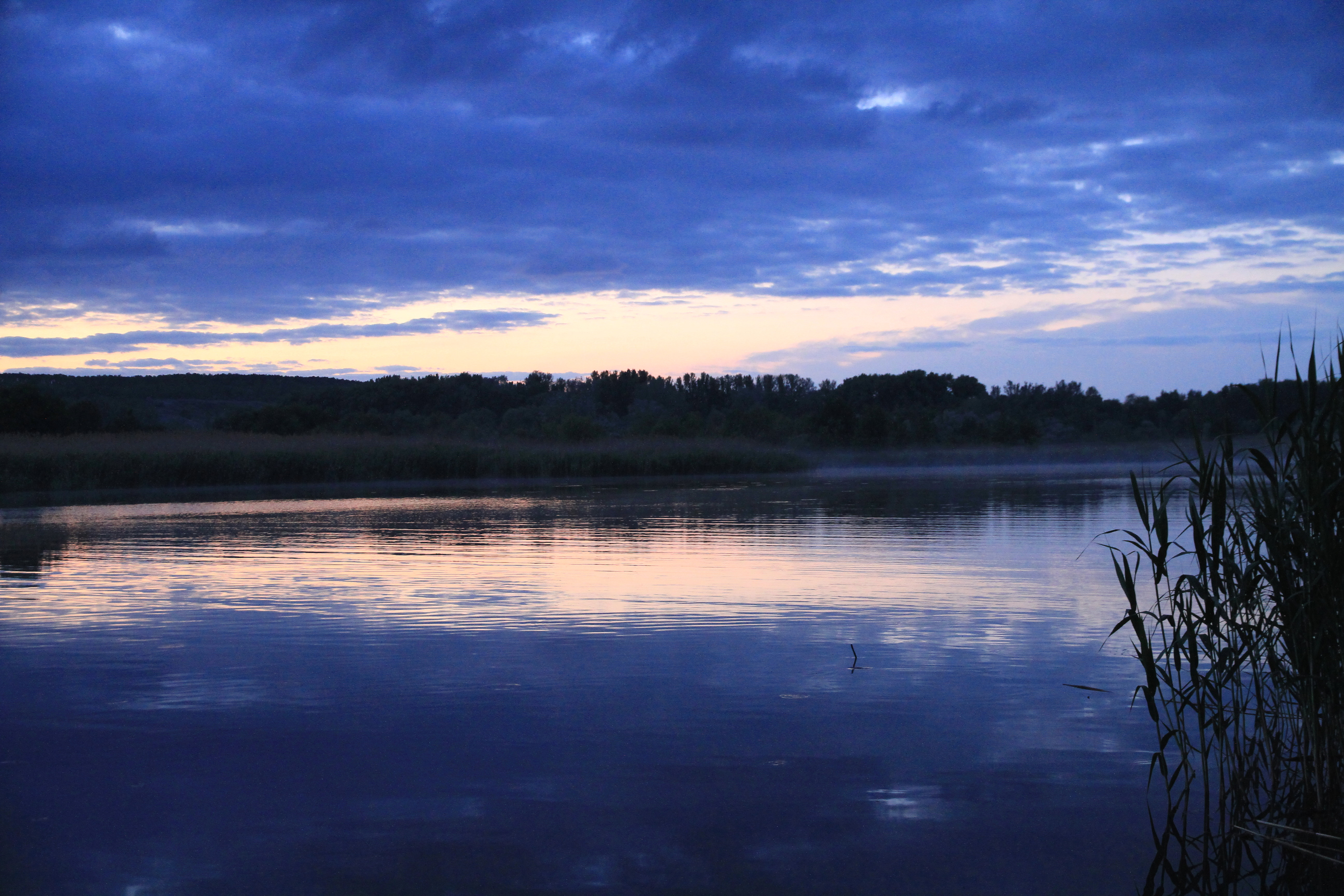
Embalse de Pechenigi

## Ciudades hermanadas
Pechenigi está hermanada con las siguientes ciudades:
- Vineyard, Utah, Estados Unidos.